# Jeepster (canción)
«Jeepster» es una canción de la banda británica de glam rock T. Rex, lanzado como el tercer sencillo del disco Electric Warrior en noviembre de 1971. Obtuvo el puesto 2 en los UK Singles Chart del Reino Unido. A pesar de obtener éxito en las listas de popularidad, fue publicado sin el permiso de Marc Bolan, que provocó que el compositor rompiera relaciones contractuales con Fly Records para firmar con la multinacional EMI Music meses más tarde, mediante su propio sello T. Rex Wax Co. Records.
Con el pasar de los años, distintas bandas han versionado la canción para sus respectivos álbumes tanto de estudio como recopilatorios como The Polecats, Vernon Reid, The Slackers y Hollywood Vampires, entre otras. Además, también ha sido utilizada en las películas Alicia ya no vive aquí de 1974 de Martin Scorsese y en la de 2007 Death Proof de Quentin Tarantino.

## Lista de canciones
| N.º | Título         | Duración |  |
| 1.  | «Jeepster»     | 4:12     |  |
| 2.  | «Life's a Gas» | 2:26     |  |

## Posicionamiento en listas
| País         | Lista                    | Máxima posición |
| ------------ | ------------------------ | --------------- |
| Reino Unido  | UK Singles Chart         | 2               |
| Irlanda      | Irish Singles Chart      | 2               |
| Francia      | French Singles Chart     | 4               |
| Alemania     | German Singles Chart     | 6               |
| Bélgica      | Ultratop 40 Singles      | 9               |
| Países Bajos | Dutch Singles Chart      | 28              |
| Australia    | Australian Singles Chart | 29              |

## Músicos
- Marc Bolan: voz y guitarra eléctrica
- Mickey Finn: bongos, congos
- Steve Currie: bajo
- Bill Legend: batería
- Mark Volman y Howard Kaylan: coros